# Silvinha Faro
Silvinha Faro (São Paulo, 25 de abril de 1979) é uma atriz, autora teatral e apresentadora brasileira.

## Formação
Silvinha teve formação no método Waldorf, tendo cursado a Escola Waldorf Rudolf Steiner, em São Paulo, e fez o Curso de Letras (Português) na PUC-SP.
Entre 1997 e 1998, a atriz freqüentou o Curso de Interpretação no Spaço Seu, coordenado por Maria Chiesa. Fez curso de Expressão Corporal com Lela Queiroz (de 1999 a 2000), e Clown, sob coordenação de Bete Dorgan e Ciléia da Silva, em 1999. Silvinha também fez o Curso Profissionalizante de Interpretação para Cinema com Beto Silveira, entre os anos de 1995 e 1999.
A atriz freqüentou os workshops de Teatro do Grupo Tapa, de São Paulo, entre 2000 e 2002, bem como fez o Curso de Talk Show, no Senac, em 2003. Fez também o Curso de Dramaturgia, na Casa das Rosas, que foi ministrado em 2007 em São Paulo.

## Carreira

### Televisão
Na Rede Globo, Silvinha Faro participou de dois programas: um especial de "Sandy & Júnior" (1998) e da novela das 19h "Vila Madalena", escrita por Walther Negrão, sob direção geral de Jorge Fernando, que foi ao ar em 1999.
No Canal Futura, Silvinha participou do programa "Tom da Mata" (em 1998) e de 82 capítulos do "Tele Curso" Total Física, em 2000.Como apresentadora, trabalhou na MTV, nos anos de 2000 e 2001, com os programas Resposta MTV, Top 10 EUA, Supernova e Soda Pop
Entre 2002 e 2003, Silvinha faz parte do Programa de Educação "Fazendo Escola", da TV Cultura. Comandou também alguns especiais como alguns especiais, como: Vestibulando e Premio Nestlé de Literatura (2002 –2003). Em 2004, ela atuou como atriz no programa "Ofício 10", da TV Cultura.
Silvinha apresentou também o programa “Fox +” no Canal Fox (TV paga), entre 2004 e 2005 dando dicas dos melhores lugares e programas a se fazer na cidade de São Paulo.
Como atriz, participou da novela Cristal, em 2006 no SBT, interpretando a personagem Mônica Bertorelli.
Silvinha Faro também fez mais de 100 comerciais que ilustrou para diversos produtos no Brasil e no exterior . Trabalhou também em vídeos institucionais para várias empresas, entre elas a Bunge, pelo qual ganhou reconhecimento no 31º Prêmio Aberje São Paulo na categoria Vídeo de Comunicação Interna, em 2005. Silvinha apresentava o programa TV Bunge desde 2004, nesta ocasião.

### Teatro
No teatro Silvinha Faro fez parte do elenco de peças como "Revelação" (em 2001), espetáculo no qual ganhou Prêmio de Melhor Atriz no VII Festival Curta Teatro de Sorocaba.
Participou da montagem de "O Despertar da Primavera", de Frank Wedekind, sob direção de José Henrique de Paula, estreando dia 16 de julho de 2004 na Sala Jardel Filho do Centro Cultural São Paulo.
Em agosto de 2006, Silvinha interpretou a personagem "Lina" do espetáculo "Balada - Tinta Branca em Parede Suja", dirigida por Mario Masetti, numa versão moderna para "Sob o Signo da Discotheque", peça do autor brasileiro Plínio Marcos, no SESC de Santos, durante uma programação especial em homenagem ao dramaturgo santista e em temporada em São Paulo no Teatro Ruth Escobar.
Em 2007, fez parte do elenco da peça infantil "O Casamento do Ponto com a Vírgula", texto de Ronaldo Ciambroni, sob direção de Leão Lobo e assistência de direção de Luiz Henrique, no Teatro Augusta.
No dia 26 de outubro de 2008, Silvinha participou como atriz nas Satyrianas 2008 (evento de mais de 72 horas de Teatro na Praça Roosevelt, no Centro de São Paulo) nas montagens "Mariposas Não Sobrevoam Lâmpadas Halógenas" I e II, texto e direção de  Marcos Gomes e Paula Chagas Autran, na Tenda do Dramamix, dividindo o palco com Silvio Restiffe.

### Cinema
Silvinha fez parte do curta "Quando Eu Grito", dirigido por Cris Siqueira, realizado em 2001. A atriz também participou em 2006 do longa metragem "Tardes Livres", com imagens captadas em HDTV, sob direção de Renato Chiapetta, produção da Fabriketta de Cinema, em São Paulo.
Em 2007, Silvinha participou do elenco do filme Exite, dirigido por César Netto, com narração de Paulo Miklos e roteiro de Armando Ligouri. Filme produzido pela Casa do Vídeo com patrocínio da Roche.

### Como autora
Como escritora teatral, seu texto "A Mudança" (assinando como Sílvia Faro) teve leitura dramática pelas atrizes Lourdes Gigliotti e Neuza Pommer no dia 15 de dezembro de 2008, no evento "Cenas Contemporâneas II", promovido pela Biblioteca Alceu de Amoroso Lima, no bairro de Pinheiros, São Paulo.